# Портнабла

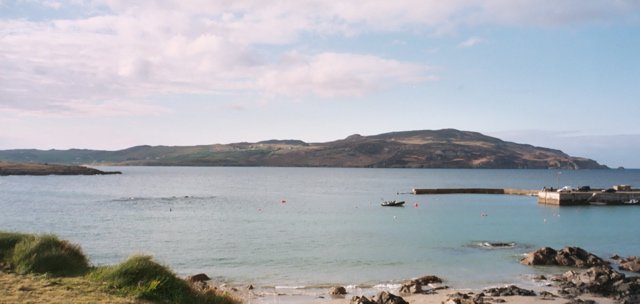

Портнабла (англ. Portnablagh; ирл. Port na Bláiche) — деревня в Ирландии, находится в графстве Донегол (провинция Ольстер) у трассы N56.